# Lenny
Lenford "Lenny" Leonard o simplement Lenny Leonard, és un personatge dels Simpson. Treballador de la Central Nuclear de Springfield company de Homer i Carl Carlson, el seu millor amic. Sol habituar la Taverna de Moe on beu cervesa després de sortir de treballar. Està doblat per Harry Shearer als Estats Units i a Espanya el dobla Abraham Aguilar.
Lenny és un dels personatges secundaris més coneguts de la sèrie, company de Homer a la central al sector 7G, la seva edat està sobre els 35 anys. És de religió budista el qual va orientar a Lisa Simpson cap a aquesta nova religió.
No se sap ben bé on viu, ja que ha sortit en diferents episodis a diverses cases.
Variant a la seva ideologia política s'entén que Lenny es Republicà, ja que té un tatuatge a l'espatlla que ho certifica, donant suport a Bob Dole i Jack Kemp.
Lenny no té cap relació amorosa encara que té amics com Carls Carlson que sempre estan junts en un episodi es va entreveure que eren alguna cosa més que amics.
Té altres grans amics com Homer Simpson, el taverner Moe Szyslak i Barnie Gumble.

## Curiositats
- Va ser actor en una pel·lícula de terror en què feia de jardiner que era assassinat per un ninot.
- Quan el senyor Burns es va arruïnar, Lenny va ocupar el seu lloc.